# Goffertpark
Het Goffertpark is een stadspark in in de Nederlandse stad Nijmegen. Het park is vernoemd naar een boerderij, de Goffertboerderij, die nog steeds aan de rand van het park aan de Goffertweg staat.

## Geschiedenis
Het ontwerp voor het park werd geleverd door J.H. Schmidt en D. Monshouwer. De aanleg van het park door de Heidemij begon in 1935. Het was een van de vele Nederlandse projecten in het kader van werkverschaffing in de toenmalige crisistijd met grote werkloosheid. Omdat het een werkverschaffingsproject was, mochten er geen machines gebruikt worden; al het werk moest met de hand worden gedaan. Het park was vlak voor de Tweede Wereldoorlog, in 1939, gereed en werd hetzelfde jaar op 8 juli door Prins Bernhard geopend.
Als locatie voor Stadspark de Goffert is gekozen voor een driehoekige punt aan de zuidrand van de stad. Bouwlanden en bossen zijn getransformeerd tot een park. Nog steeds zijn hier en daar restanten van de oorspronkelijke verkaveling te herkennen. Restanten van de historische groenstructuur zijn de typische bebossing van grove den en overgebleven bosopstanden van voormalige landgoederen. Ook de aanwezigheid van parkbeplantingen als taxus, rhododendron en andere uitheemse bomen en struiken verwijzen naar het verleden.
Het terrein is glooiend door de ligging op een stuwwalhelling en de aanwezigheid van een natuurlijk droogdal. De reliëfondergrond van het park, maakt het park uniek in z’n soort en onlosmakelijk verbonden met z’n directe omgeving. Het park is oorspronkelijk aangelegd in een omvang van vijfenzestig hectare. In 1952 is het in zuidwestelijke richting uitgebreid met het Heidepark, waarin het huis Heydepark en een oude boerderij met waterput gelegen zijn. Aan de oostzijde is een deel van het Enkaterrein toegevoegd, waardoor de oppervlakte ruim tachtig hectare ging bedragen. Het Goffertstadion, met een capaciteit van 30.000 toeschouwers, bevatte aanvankelijk een wielerbaan, die later is afgebroken. In 1999 werden park en stadion grondig opgeknapt en gerenoveerd. Sinds 2000 wordt het stadion in het kader van sportaangelegenheden vooral voor voetbalwedstrijden van N.E.C. gebruikt. In 2006 is in de nabijheid van het stadion een monument in de vorm van een spade geplaatst, ter herinnering aan de zware arbeid die is verricht. Door  het handmatig uitgraven van de 6 meter diepe kuil die benodigd was voor de bouw van het stadion wordt deze 'bloedkuil' (Nijmeegs: bloedkuul) genoemd.
De naam Goffert is waarschijnlijk een bijnaam van een van de voormalige bewoners van de Goffertboerderij: de man was nogal grof gebouwd.

## Kenmerken
Het park heeft een grote speelweide die gebruikt wordt bij evenementen zoals circussen, popconcerten en muziekfestivals. Allerlei bekende bands en artiesten hebben in het park opgetreden, zoals AC/DC, Aerosmith, Black Sabbath, Bon Jovi, Coldplay, Phil Collins, Eminem, Guns N' Roses, Kiss, Lenny Kravitz, Metallica, Muse, Nickelback, Pearl Jam, Pink Floyd, Radiohead, Rammstein, Red Hot Chili Peppers, The Rolling Stones, Bruce Springsteen, Tina Turner, U2, Van Halen, David Bowie, PJ Harvey, Nada Surf en Robbie Williams.
Verder is er een kinderboerderij, rosarium, openluchttheater, een bos en zijn er verschillende vijvers. Aan de rand van het Goffertpark ligt een openluchtzwembad: het Goffertbad. Naast het Goffertbad staat een gebouw dat tot 2016 behoorde tot scholengemeenschap 'Poels-Roncalli'. Na een fusie heet de vmbo-school 'Het Rijks'. Ook het thuisstadion van N.E.C. ligt in dit park.
In het park reed vanaf 1984 een stoomtreintje,:(0:51) totdat in 2012 bleek dat een van de machinisten de opbrengsten van de treinkaartjes in eigen zak stak.:(1:52) De in 2016 opgerichte stichting Stoomgroep de Goffert haalde een ton op om het treintje terug te kopen van een pretpark in Zweden. In 2023 gooiden de initiatiefnemers de handdoek in de ring omdat ze op politieke en maatschappelijke weerstand stuitten vanwege de negatieve milieu-impact van een stoomtrein.

## Afbeeldingen

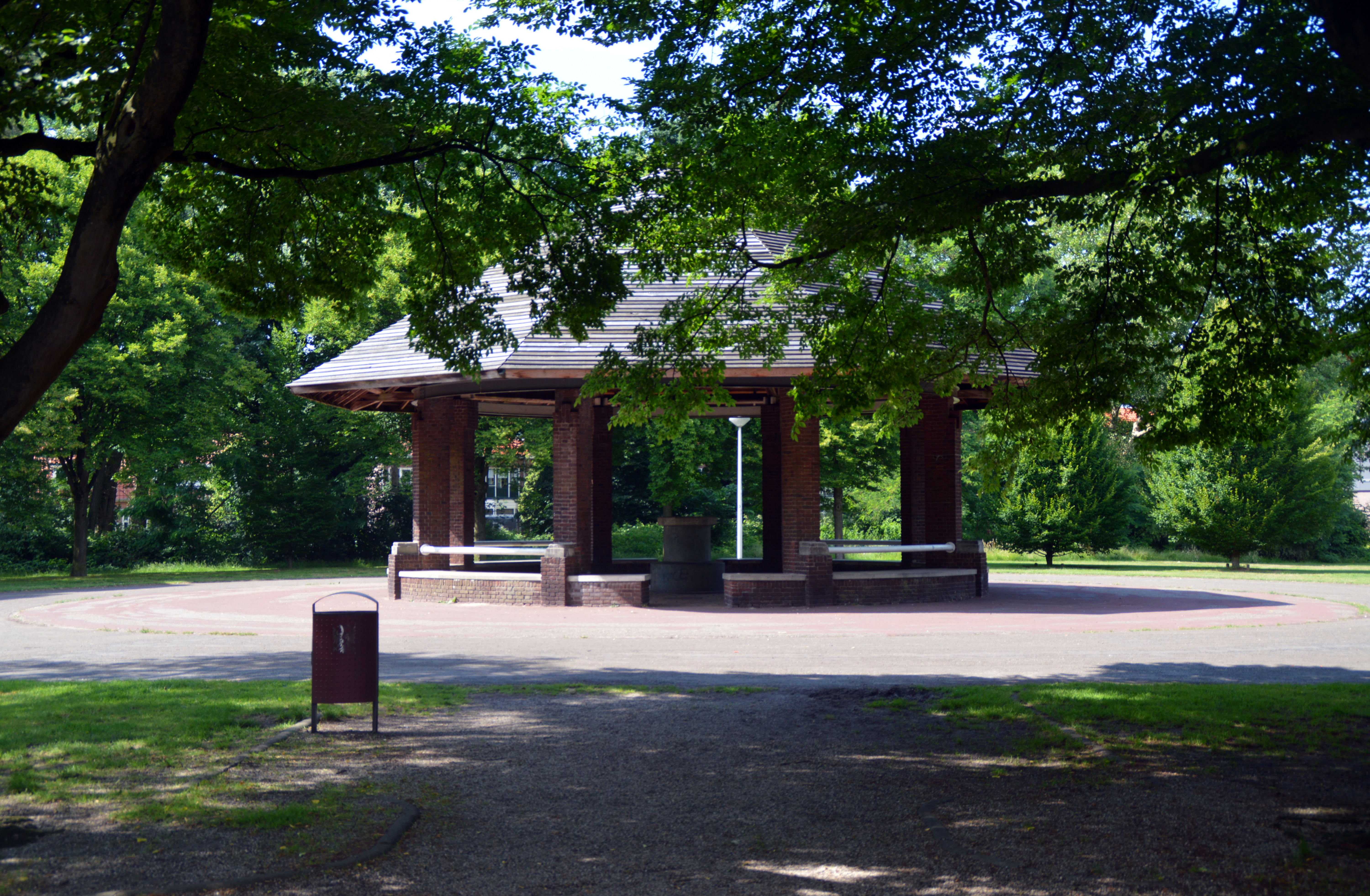
Schuilkoepel
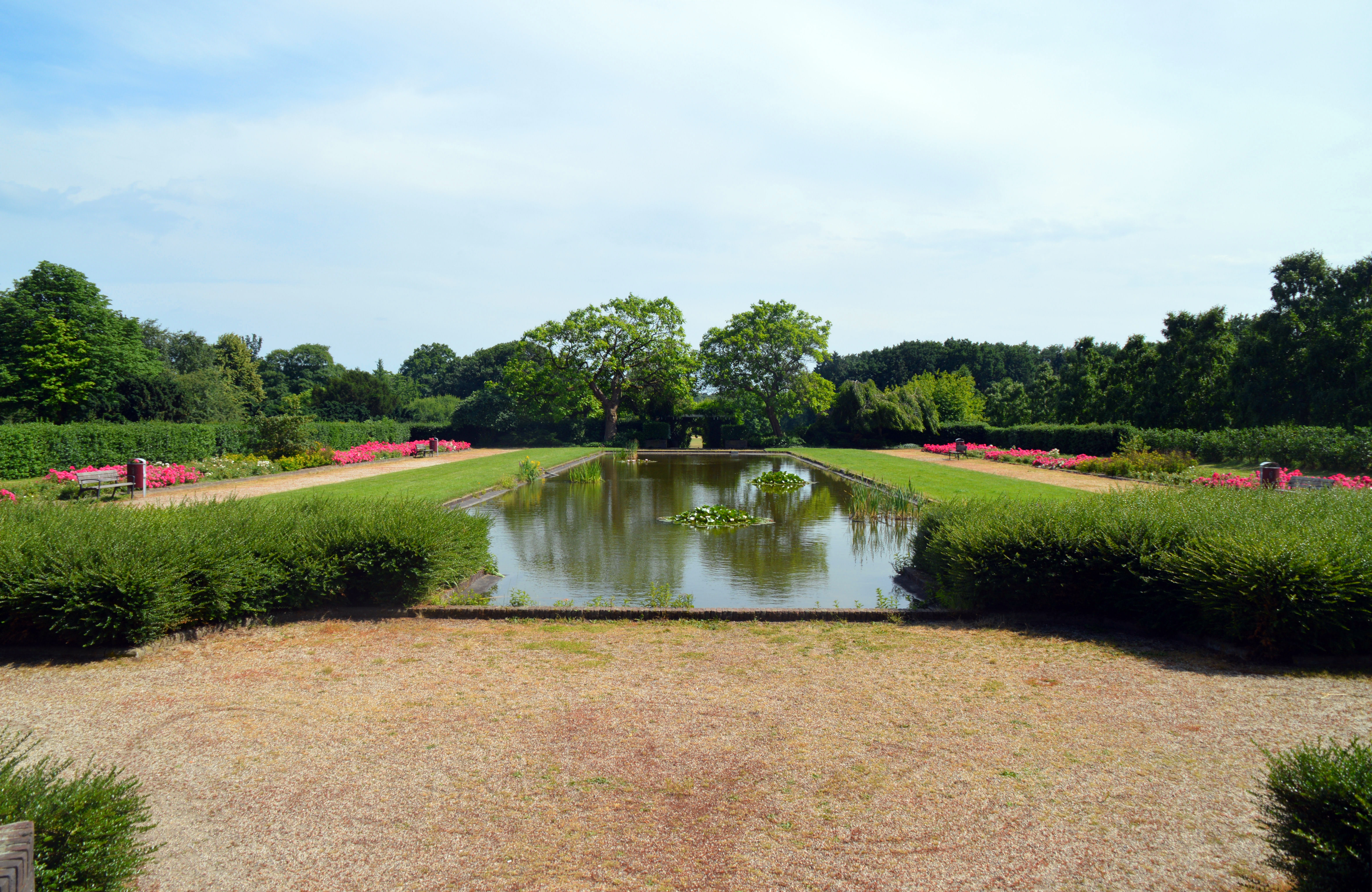
Het Rosarium
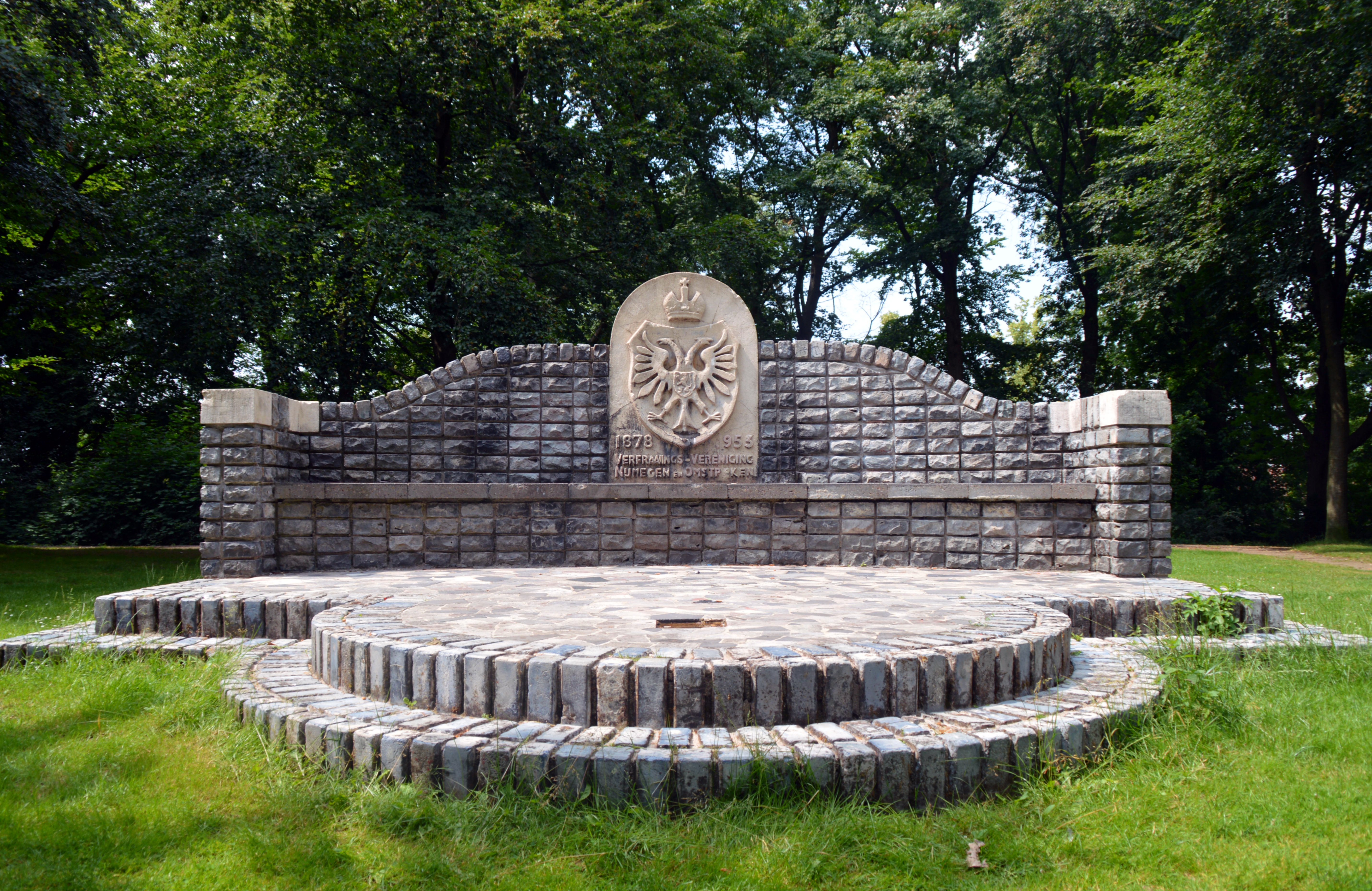
De Bank
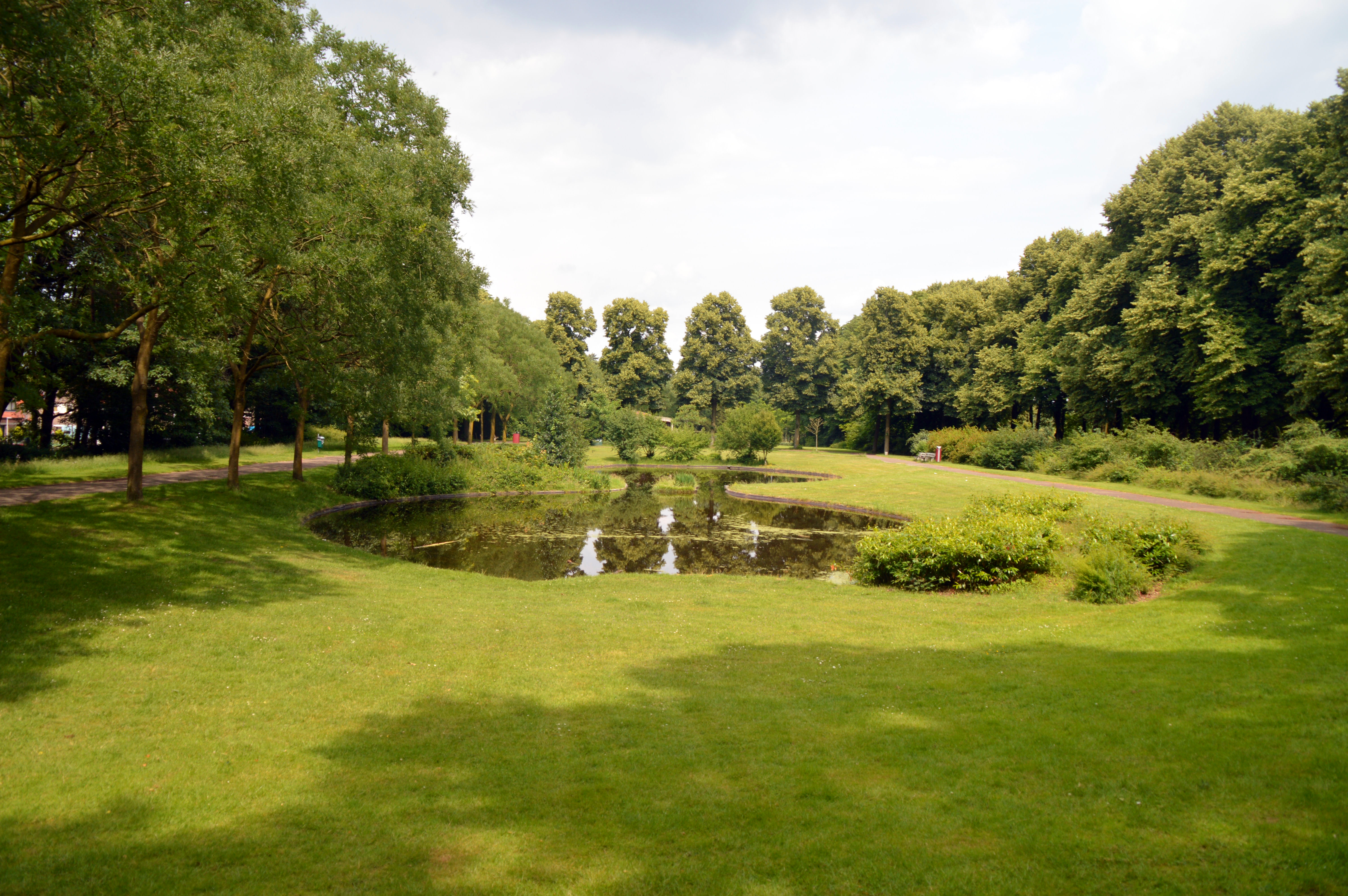
Vijvers
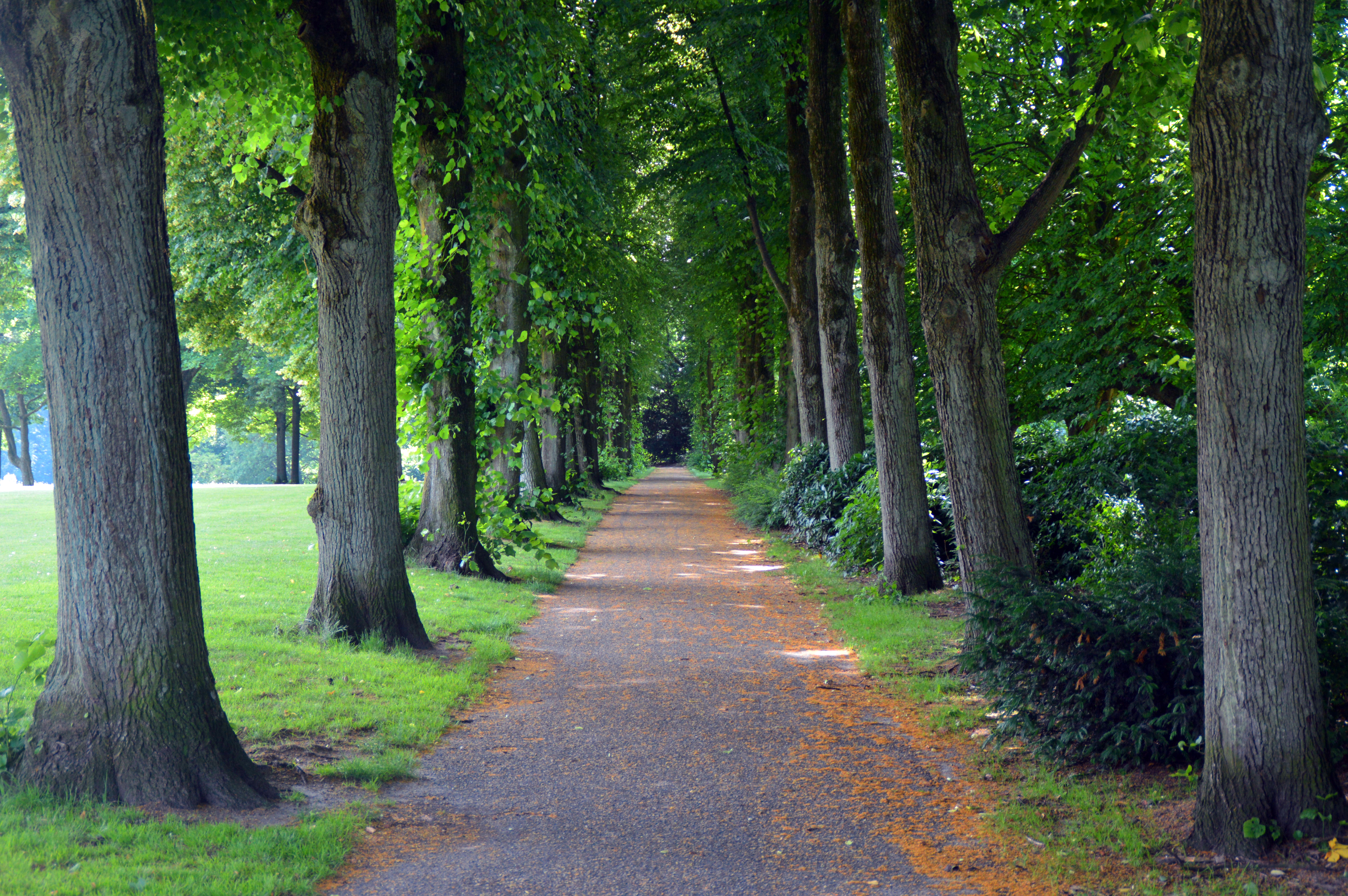
Pad
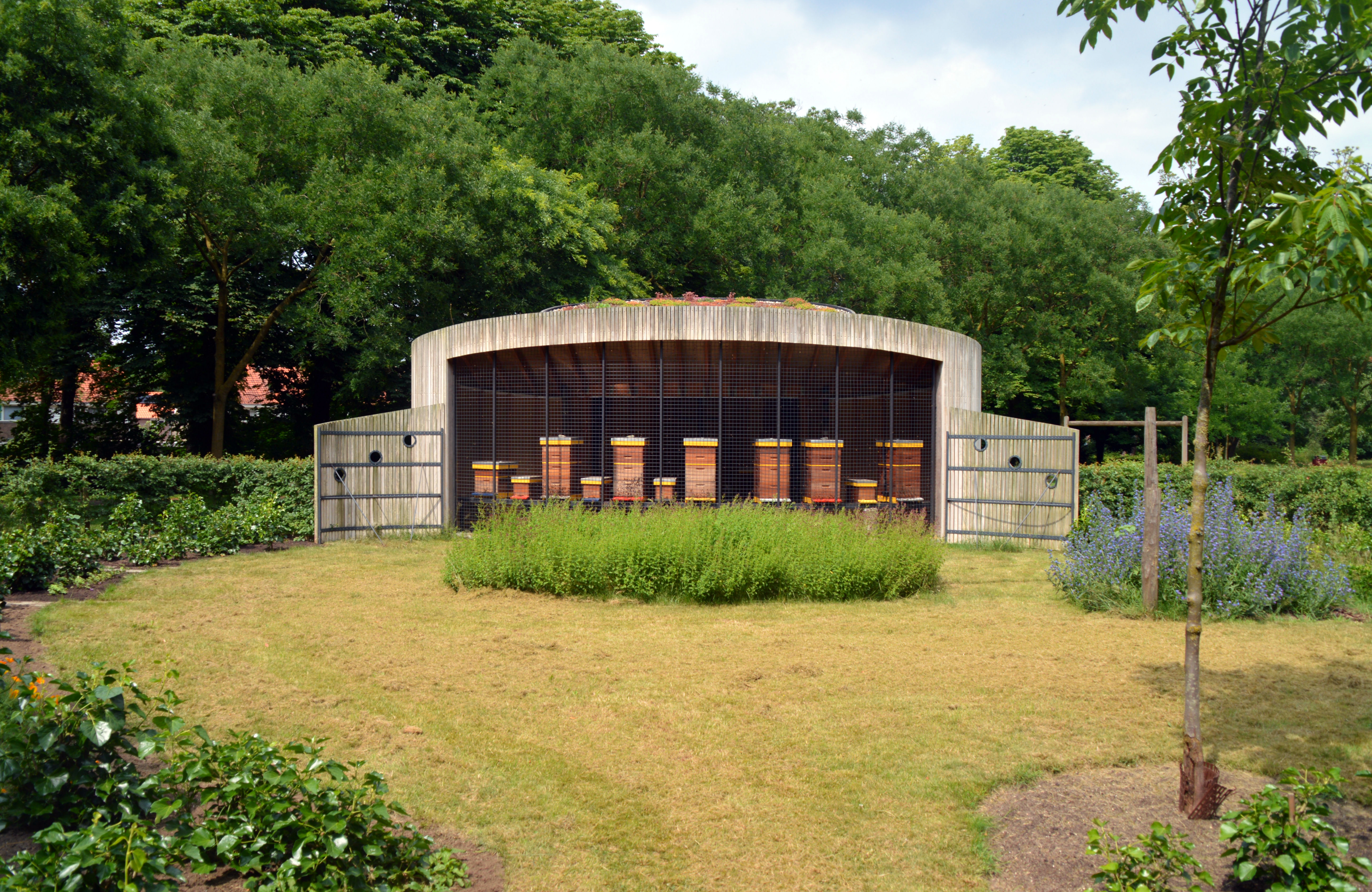
De Bijenstal
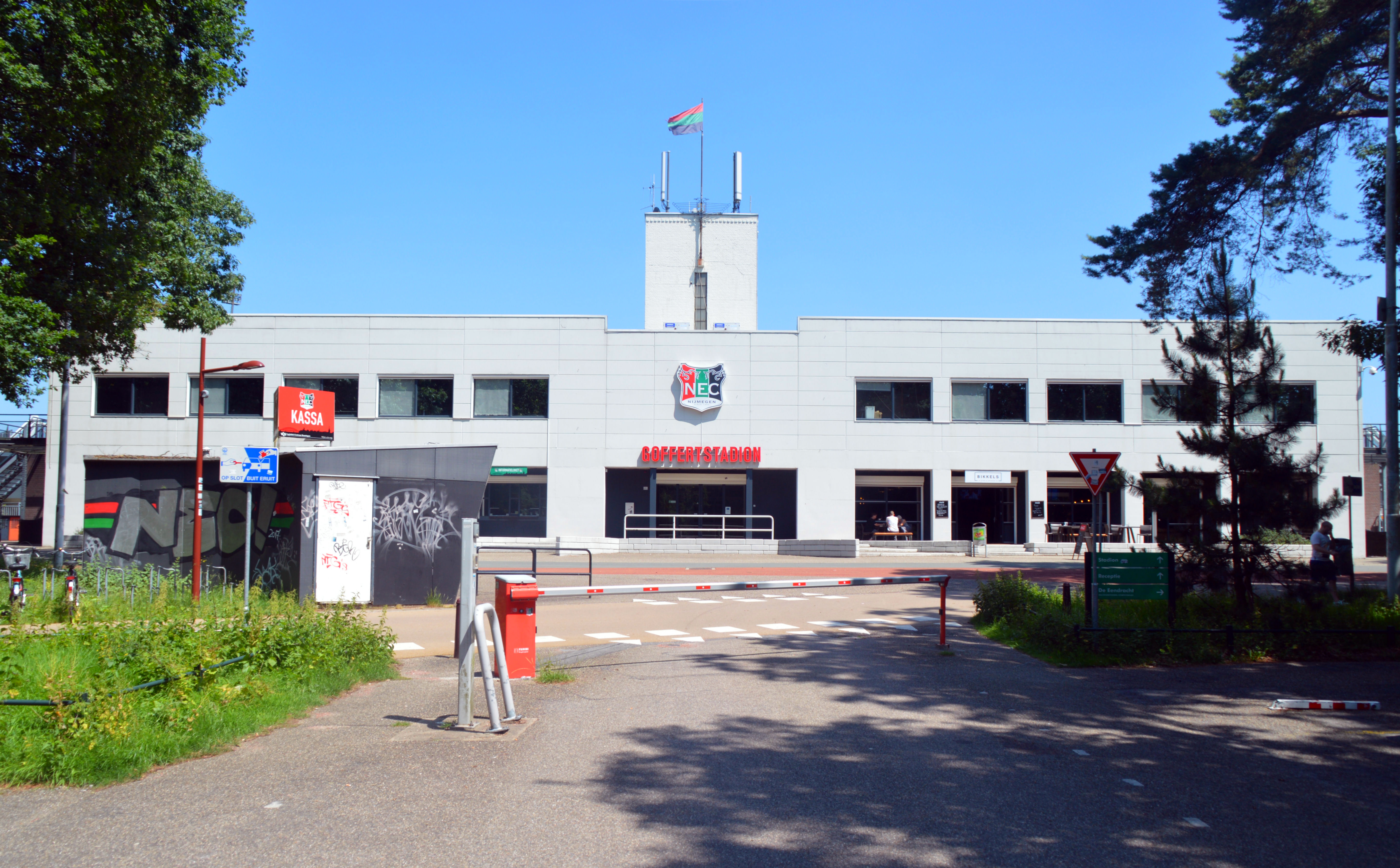
Goffertstadion
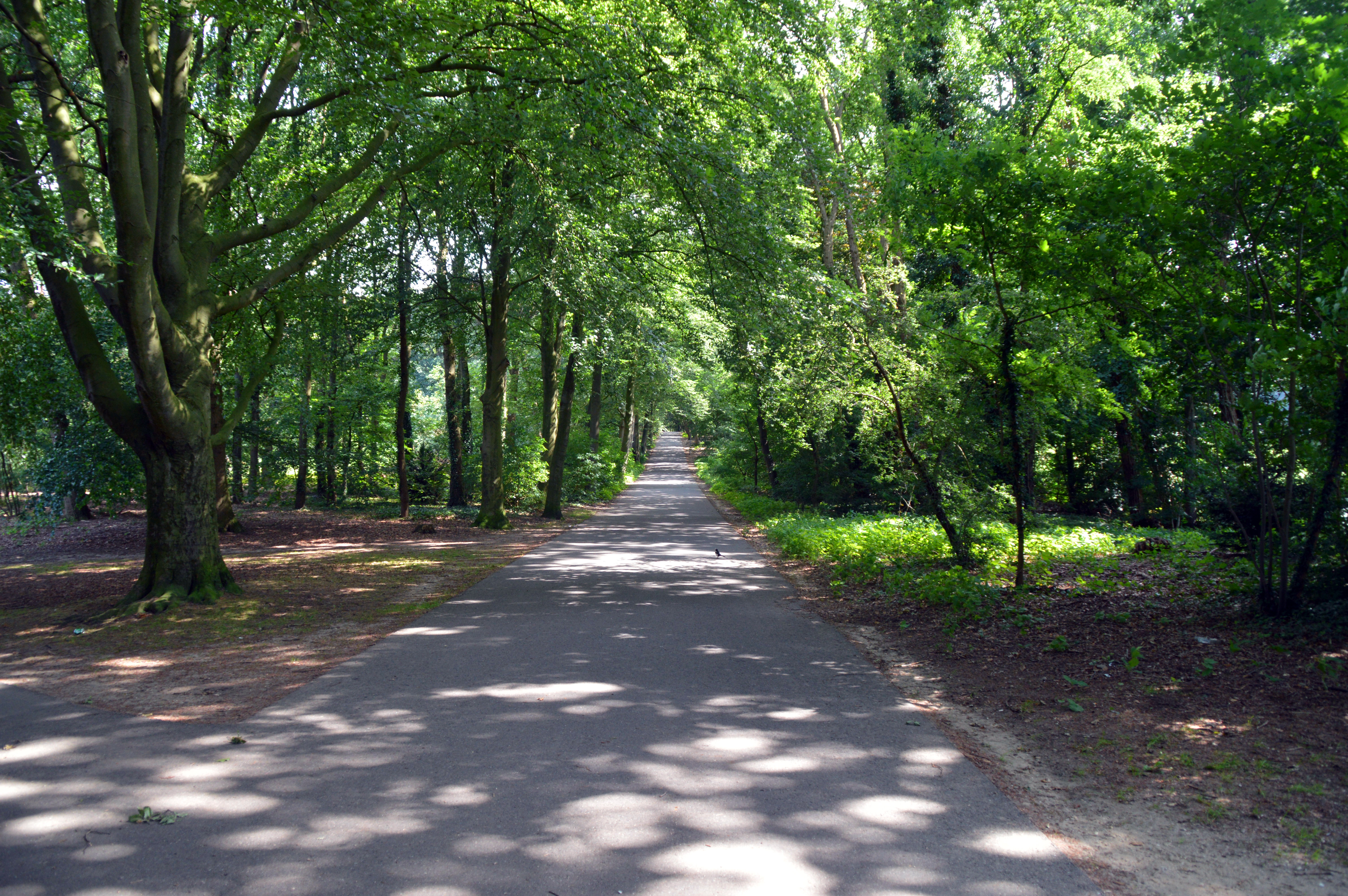
Boslaan Goffertbos
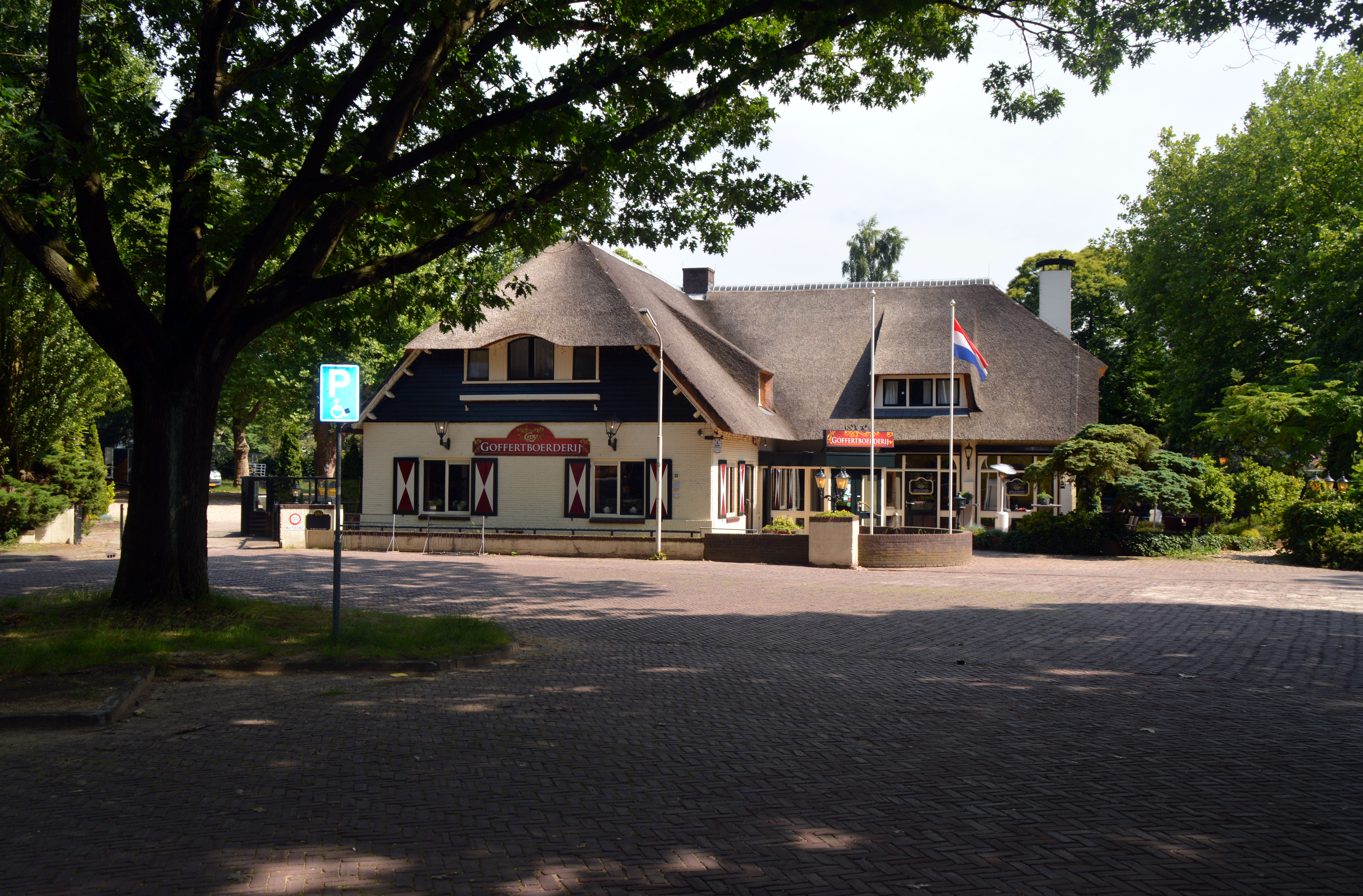
Goffertboerderij
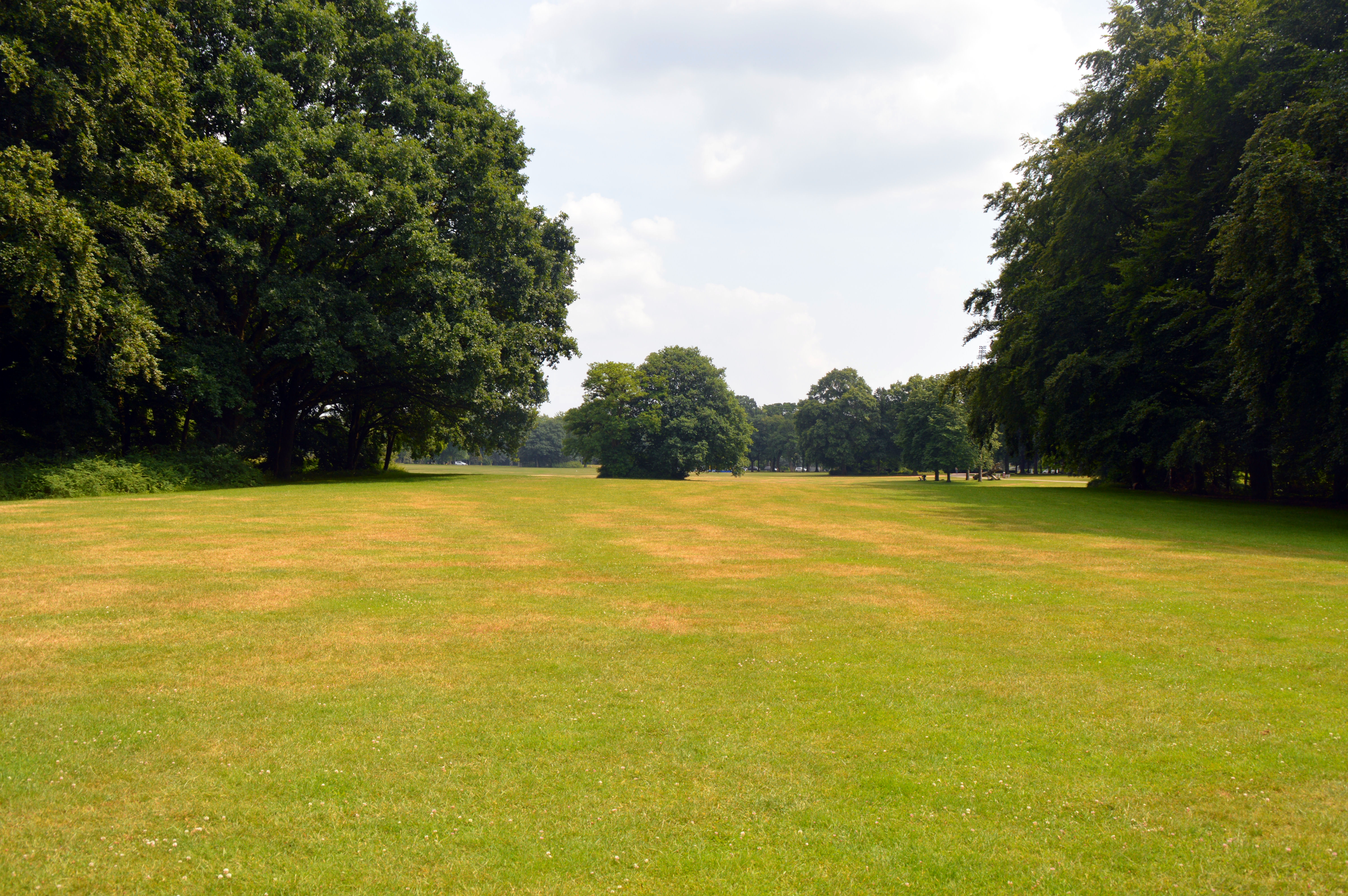
Goffertweide
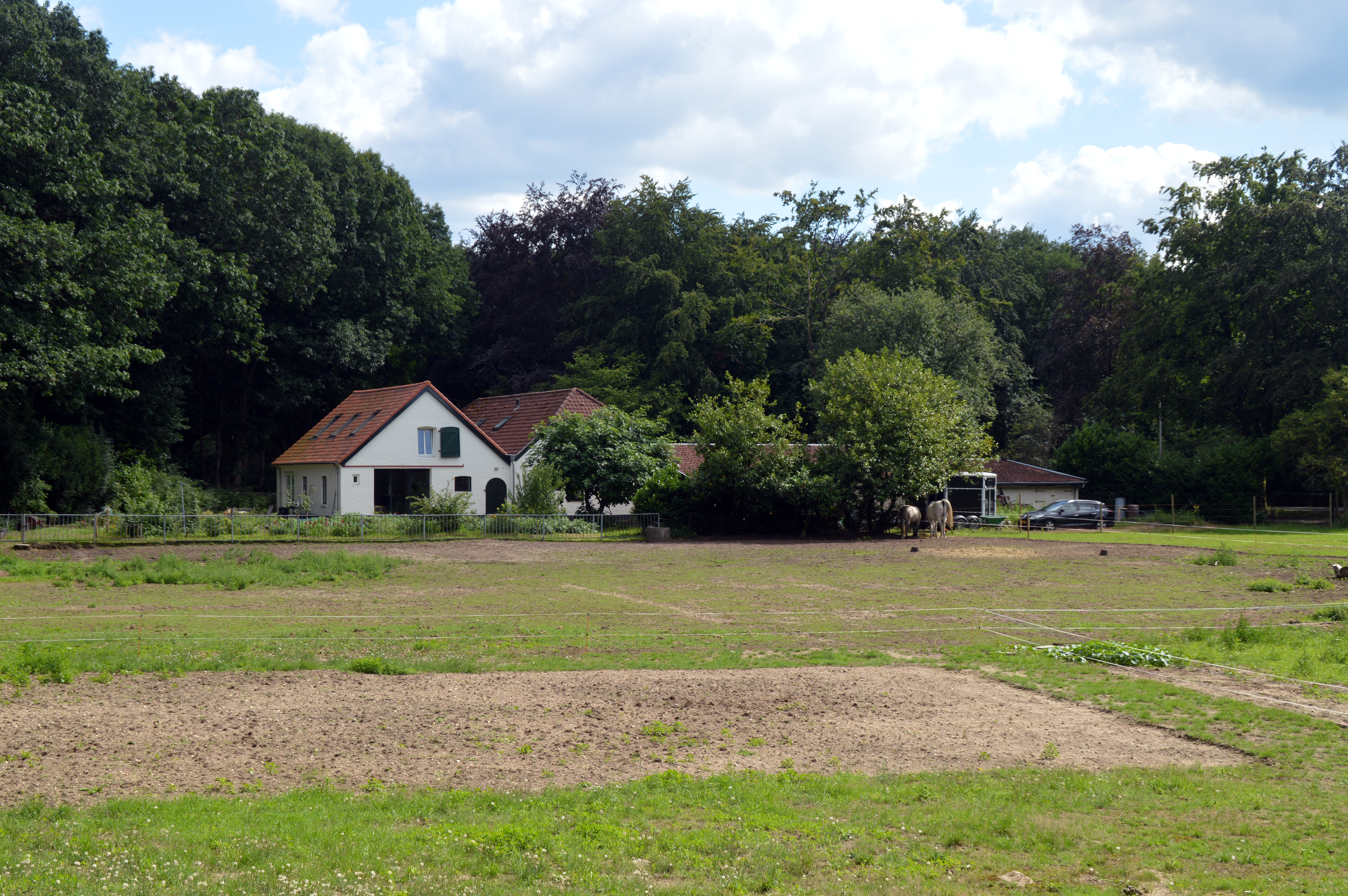
Goffertbos boerderij
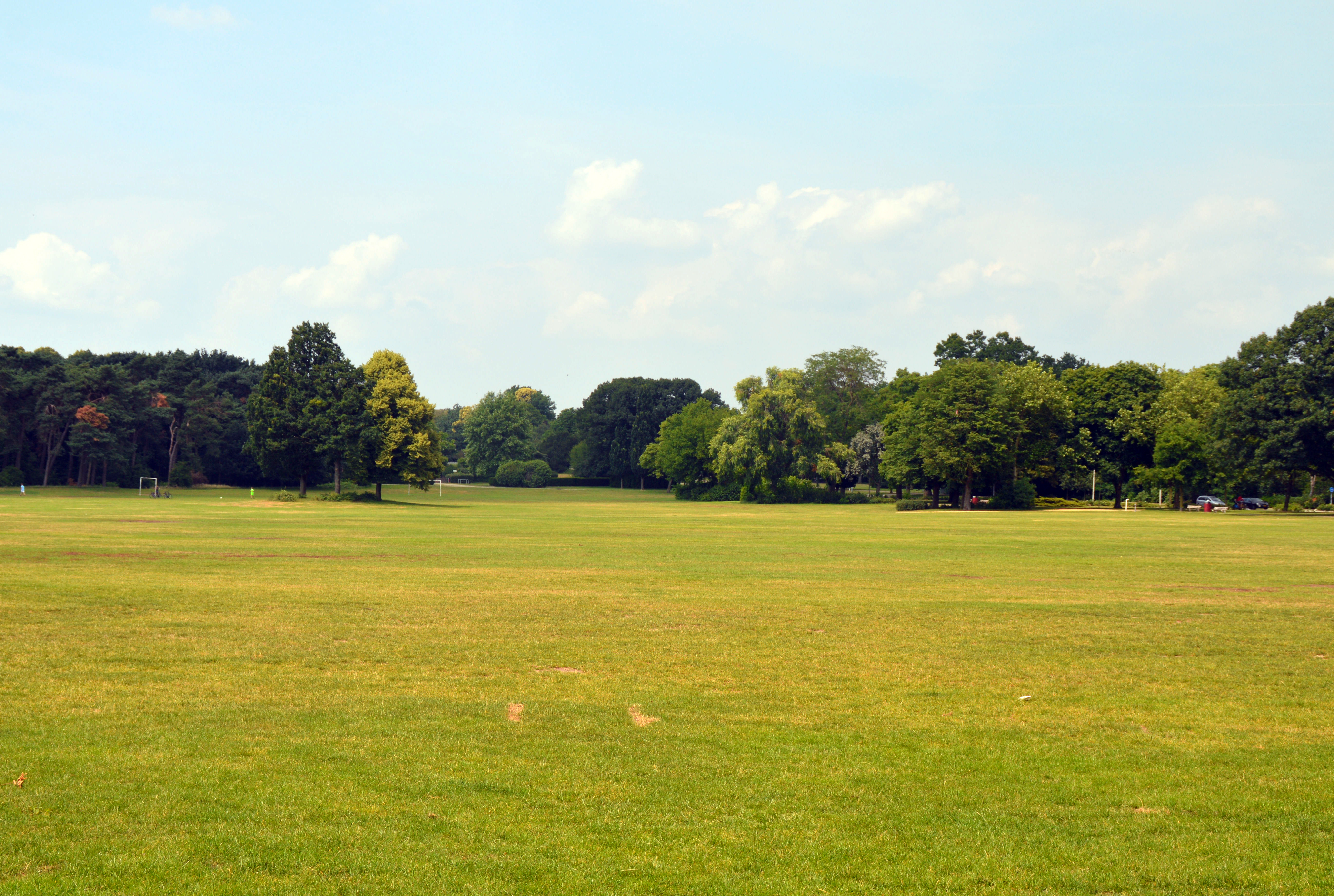
Goffertweide westzijde
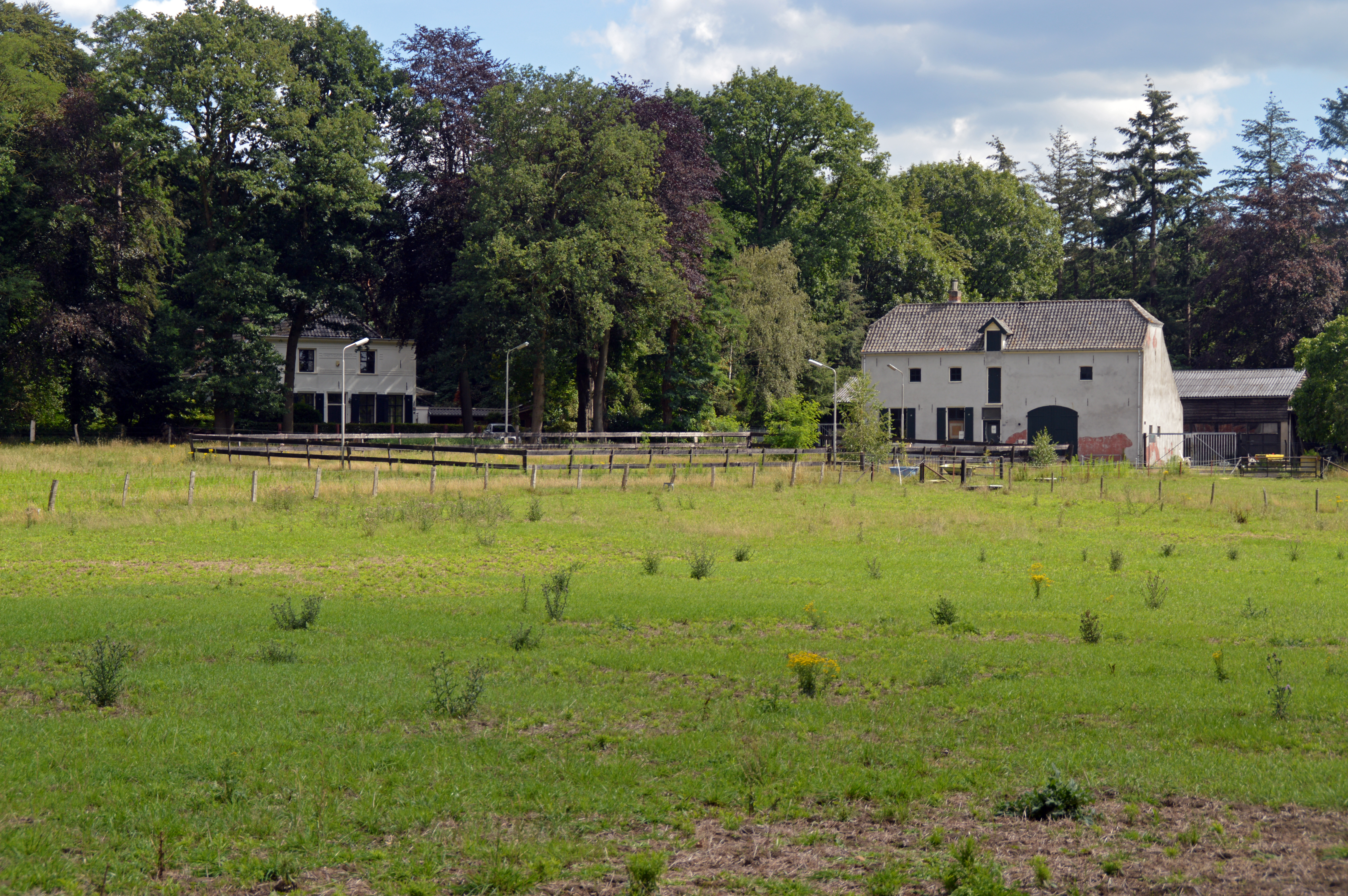
Landhuis Heydepark en boerderij met waterput
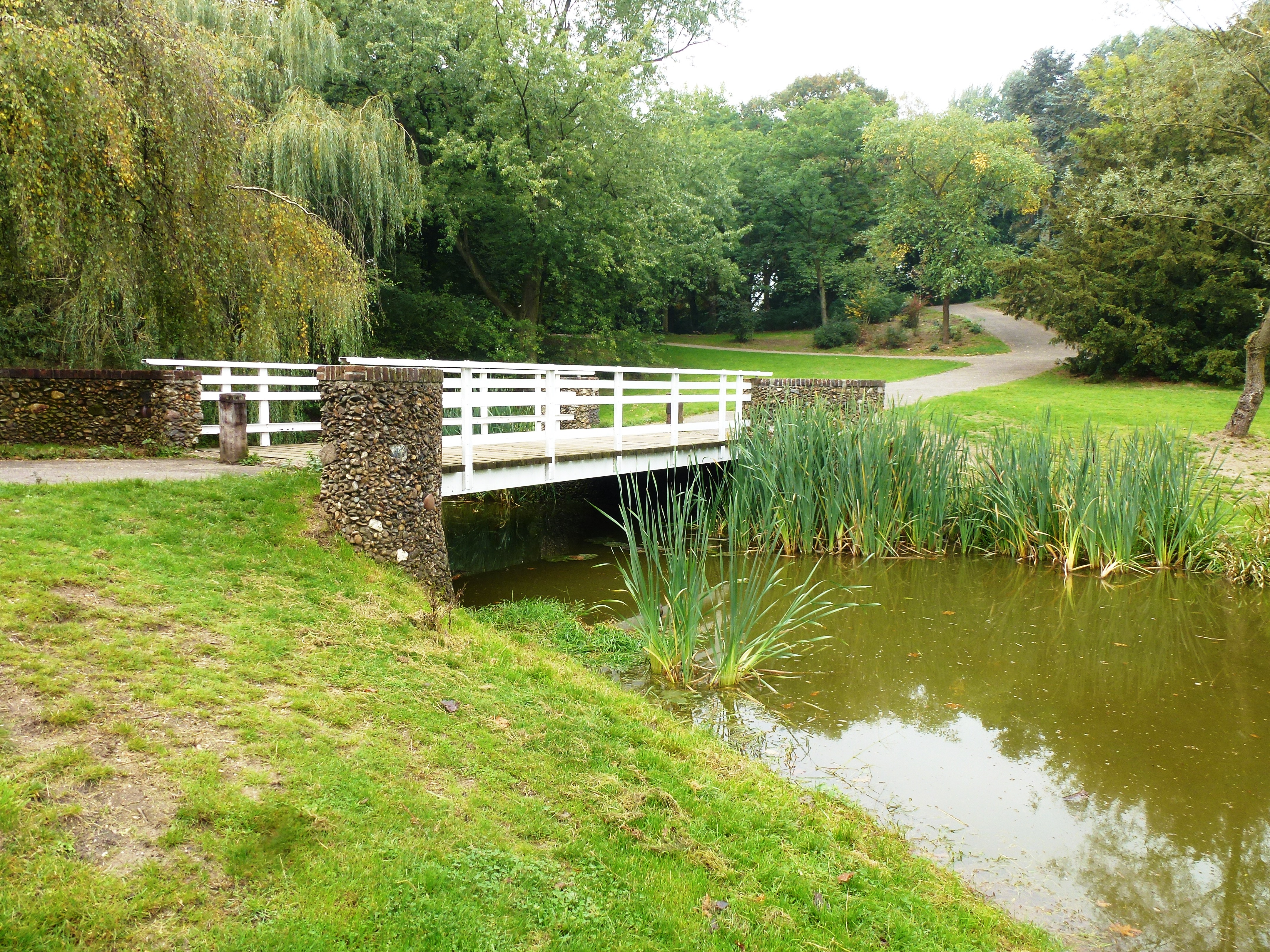
Bruggetje
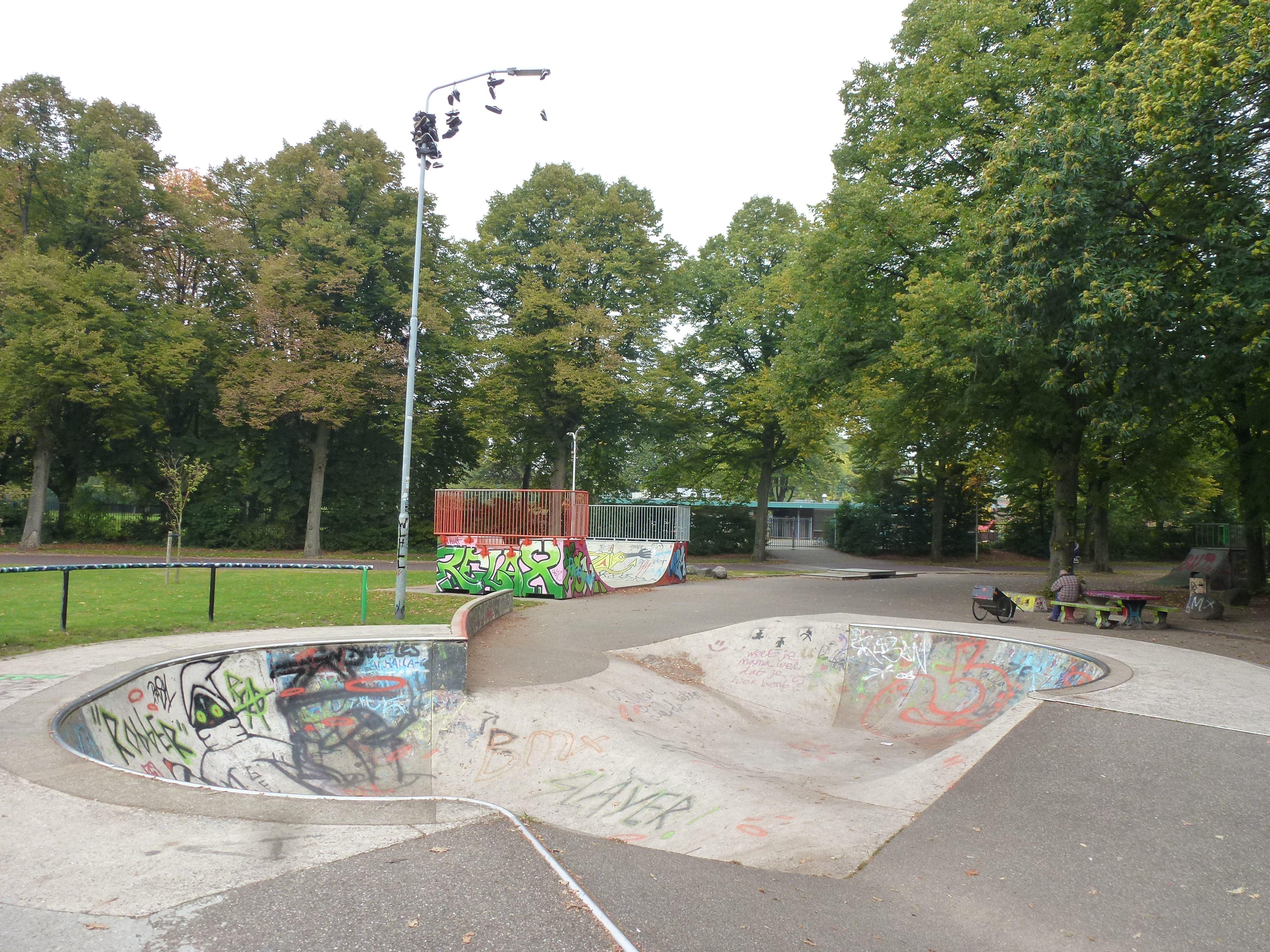
Skatepark
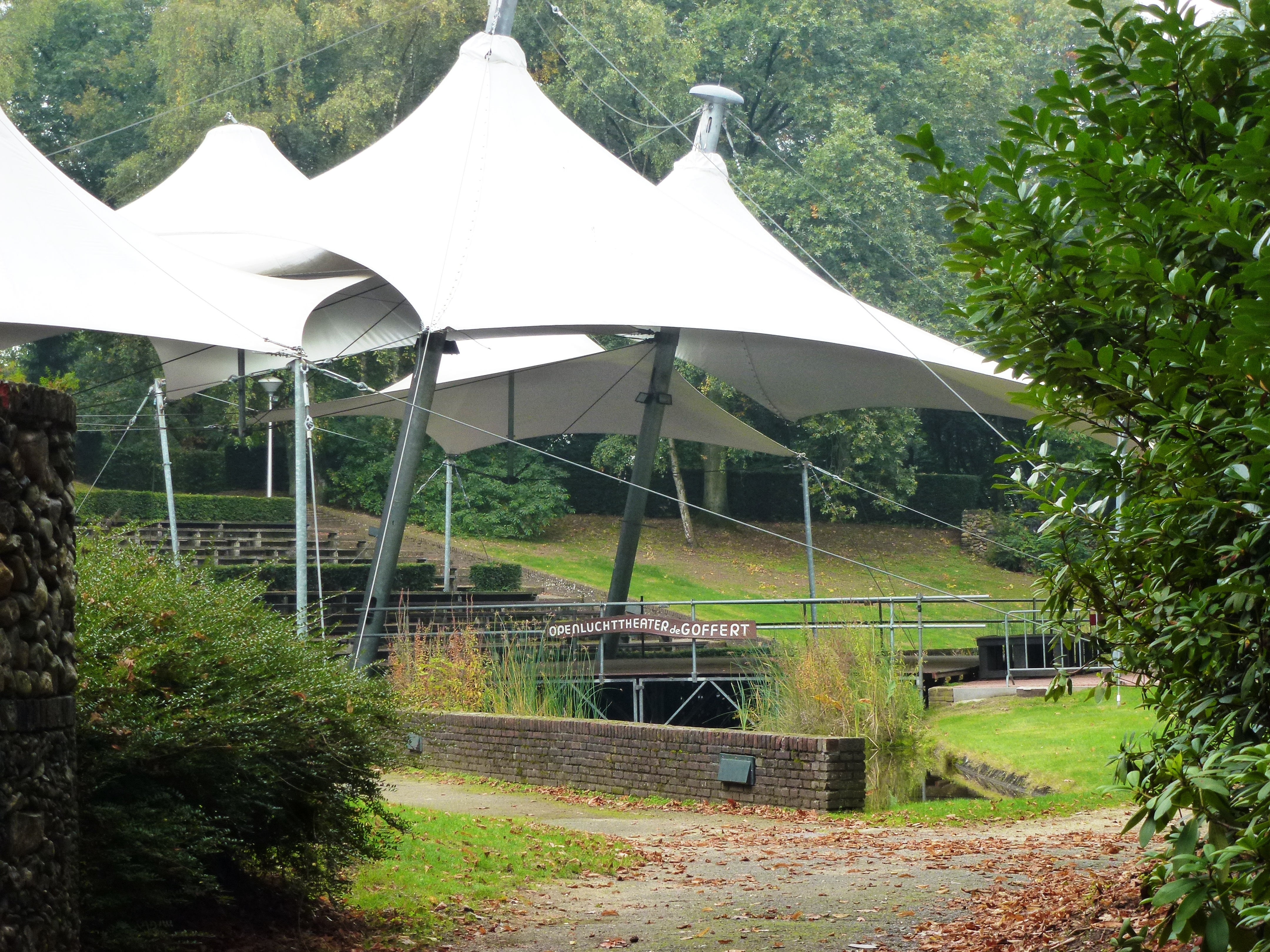
Openluchttheater
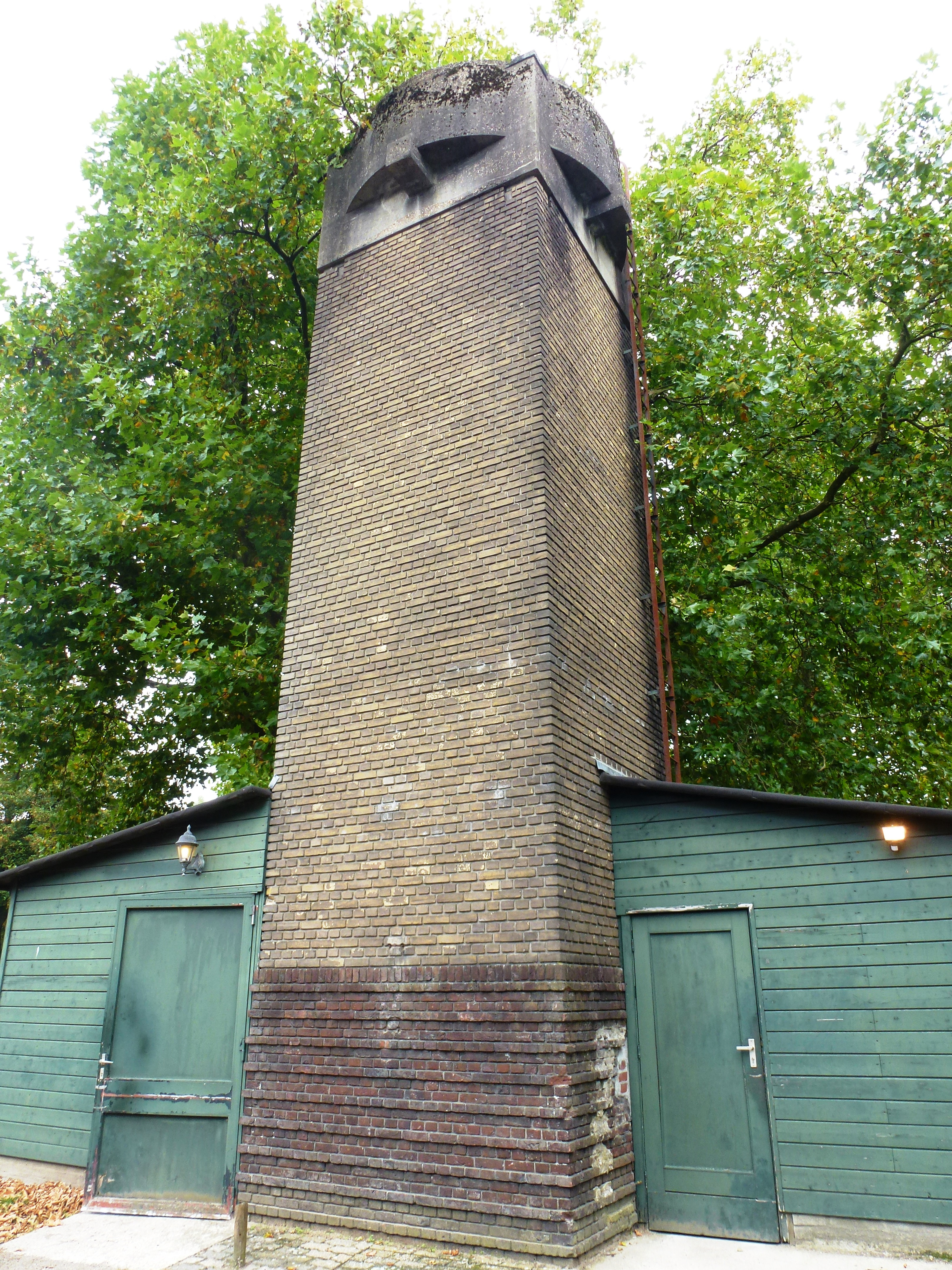
Watertoren
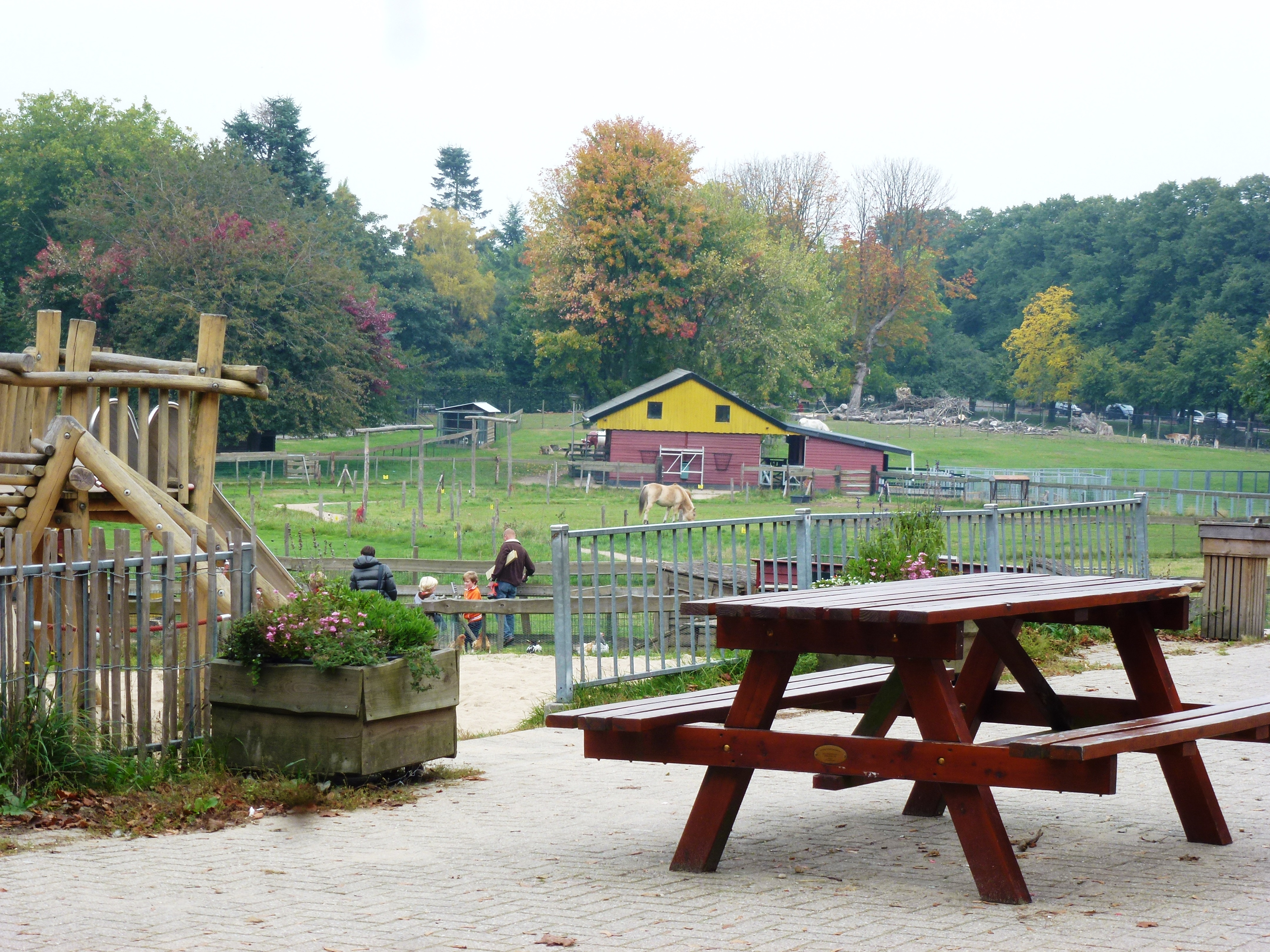
Dierenboerderij
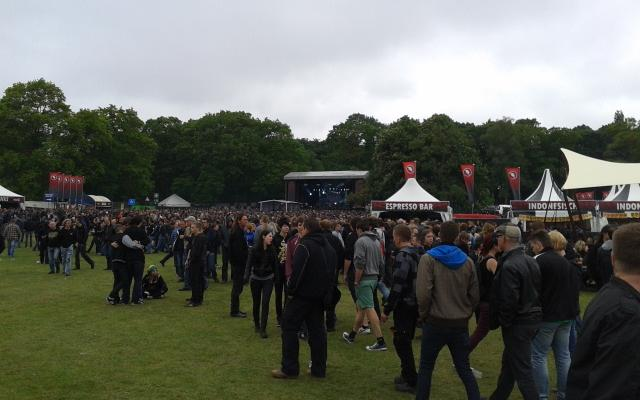
Tijdens FortaRock XL 2013
- 2018: Gofferttreintje komt waarschijnlijk terug
- 2020: rondleiding